# Bonnevoie-Nord / Verlorenkost
Bonnevoie-Nord / Verlorenkost (en luxembourgeois : Bouneweg-Nord/Verluerekascht, en allemand : Bonneweg-Nord-Verlorenkost) est l'un des 24 quartiers de Luxembourg-ville.
En 2025, il comptait 4 582 habitants, dont 72,2% de non-luxembourgeois. 

## Situation géographique
Il est situé dans le Sud-Est de la ville, juste à l’est du quartier de la Gare, et contient une partie du Nord de la localité de Bonnevoie.
Le quartier de Bonnevoie-Nord / Verlorenkost a une surface de 67.76 ha et est situé dans la partie est de la capitale. Il est limitrophe, 
au nord-est, de Pulvermühl,
au sud, de Bonnevoie-Sud,
à l’ouest, de la Gare,
au nord-ouest, du Grund.

## Historique
Le Verlorenkost a été marqué pendant des siècles par les ouvrages de fortifications qui s’y trouvaient. En 1807 le quartier a été ébranlé par une explosion de poudre qui a durement touché une large partie de la ville et de ses habitants.
Le développement du quartier de Bonnevoie-Nord est dû à l’accroissement rapide de la population au début du 20e siècle, qui a conduit à la construction de nombreux logements de service et sociaux. En 1925 une nouvelle école primaire a dû être construite dans la rue du Verger et en même temps des terrains de sport ont été aménagés. Le complexe « gendarmerie-police-armée » datant des années 1970 a été agrandi à partir de 2003 en cité policière.

## Sport
Sur le plan sportif, le quartier est connu pour son club de football Racing FC Union Luxembourg et son stade Achille-Hammerel.

## Divers
- L'ancienne gendarmerie